# Castelnovo Bariano
Castelnovo Bariano és un municipi situat al territori de la província de Rovigo, a la regió de Veneto (Itàlia). Castelnovo Bariano limita amb els municipis de Bergantino, Carbonara di Po, Castelmassa, Ceneselli, Giacciano con Baruchella, Legnago, Sermide i Villa Bartolomea.